# NRL 2003
Die NRL 2003 war die sechste Saison der National Rugby League, der australisch-neuseeländischen Rugby-League-Meisterschaft. In der sechsten Saison lösten sich die Northern Eagles auf, so dass die Manly-Warringah Sea Eagles und die seitdem nicht mehr teilnehmenden North Sydney Bears wieder getrennte Vereine waren. Den ersten Tabellenplatz nach Ende der regulären Saison belegten die Penrith Panthers, die im Finale 18:6 gegen die Sydney Roosters gewannen und damit zum ersten Mal die NRL gewannen.

## Tabelle
|      | Team                          | Spiele | Siege | Unent. | Ndlg. | Spiel- punkte | Diff. | Tabellen- punkte |
| ---- | ----------------------------- | ------ | ----- | ------ | ----- | ------------- | ----- | ---------------- |
| 01.  | Penrith Panthers              | 24     | 18    | 0      | 6     | 659:527       | + 132 | 40               |
| 02.  | Sydney Roosters               | 24     | 17    | 0      | 7     | 680:445       | + 235 | 38               |
| 03.  | Canterbury-Bankstown Bulldogs | 24     | 16    | 0      | 8     | 702:419       | + 283 | 36               |
| 04.  | Canberra Raiders              | 24     | 16    | 0      | 8     | 620:463       | + 157 | 36               |
| 05.  | Melbourne Storm               | 24     | 15    | 0      | 9     | 564:486       | + 78  | 34               |
| 06.  | New Zealand Warriors          | 24     | 15    | 0      | 9     | 545:510       | + 35  | 34               |
| 07.  | Newcastle Knights             | 24     | 14    | 0      | 10    | 632:635       | - 3   | 32               |
| 08.  | Brisbane Broncos              | 24     | 12    | 0      | 12    | 497:464       | + 33  | 28               |
| 09.  | Parramatta Eels               | 24     | 11    | 0      | 13    | 570:582       | - 12  | 26               |
| 010. | St. George Illawarra Dragons  | 24     | 11    | 0      | 13    | 548:593       | - 45  | 26               |
| 011. | North Queensland Cowboys      | 24     | 10    | 0      | 14    | 606:629       | - 23  | 24               |
| 012. | Cronulla-Sutherland Sharks    | 24     | 8     | 0      | 16    | 497:704       | - 207 | 20               |
| 013. | Wests Tigers                  | 24     | 7     | 0      | 17    | 470:598       | - 128 | 18               |
| 014. | Manly-Warringah Sea Eagles    | 24     | 7     | 0      | 17    | 470:791       | - 321 | 18               |
| 015. | South Sydney Rabbitohs        | 24     | 3     | 0      | 21    | 457:758       | - 301 | 10               |

- Da in dieser Saison jedes Team zwei Freilose hatte, wurden nach der Saison zur normalen Punktezahl noch 4 Punkte dazugezählt.

## Playoffs

### Qualifikations/Ausscheidungsplayoffs
| 12. September | Canberra Raiders | 18 : 30 | Melbourne Storm | Canberra Stadium, Canberra Zuschauer: 14.094 Schiedsrichter: Tim Mander |
| 12. September | (12:16)          |         |                 | Canberra Stadium, Canberra Zuschauer: 14.094 Schiedsrichter: Tim Mander |

| 13. September | Canterbury-Bankstown Bulldogs | 22 : 48 | New Zealand Warriors | Sydney Showground, Sydney Zuschauer: 18.312 Schiedsrichter: Bill Harrigan |
| 13. September | (4:16)                        |         |                      | Sydney Showground, Sydney Zuschauer: 18.312 Schiedsrichter: Bill Harrigan |

| 13. September | Sydney Roosters | 36 : 8 | Newcastle Knights | Sydney Football Stadium, Sydney Zuschauer: 23.853 Schiedsrichter: Sean Hampstead |
| 13. September | (30:2)          |        |                   | Sydney Football Stadium, Sydney Zuschauer: 23.853 Schiedsrichter: Sean Hampstead |

| 14. September | Penrith Panthers | 28 : 18 | Brisbane Broncos | Penrith Football Stadium, Sydney Zuschauer: 18.534 Schiedsrichter: Steve Clark |
| 14. September | (10:18)          |         |                  | Penrith Football Stadium, Sydney Zuschauer: 18.534 Schiedsrichter: Steve Clark |

### Viertelfinale
| 20. September | Canberra Raiders | 16 : 17 | New Zealand Warriors | Sydney Football Stadium, Sydney Zuschauer: 31.616 Schiedsrichter: Tim Mander |
| 20. September | (10:10)          |         |                      | Sydney Football Stadium, Sydney Zuschauer: 31.616 Schiedsrichter: Tim Mander |

| 21. September | Canterbury-Bankstown Bulldogs | 30 : 0 | Melbourne Storm | Sydney Football Stadium, Sydney Zuschauer: 19.367 Schiedsrichter: Bill Harrigan |
| 21. September | (13:0)                        |        |                 | Sydney Football Stadium, Sydney Zuschauer: 19.367 Schiedsrichter: Bill Harrigan |

### Halbfinale
| 27. September | Sydney Roosters | 28 : 18 | Canterbury-Bankstown Bulldogs | Sydney Football Stadium, Sydney Zuschauer: 41.123 Schiedsrichter: Bill Harrigan |
| 27. September | (16:6)          |         |                               | Sydney Football Stadium, Sydney Zuschauer: 41.123 Schiedsrichter: Bill Harrigan |

| 28. September | Penrith Panthers | 28 : 20 | New Zealand Warriors | Telstra Stadium, Sydney Zuschauer: 43.174 Schiedsrichter: Tim Mander |
| 28. September | (10:10)          |         |                      | Telstra Stadium, Sydney Zuschauer: 43.174 Schiedsrichter: Tim Mander |

### Grand Final
| 5. Oktober 2003 19:05 | Penrith Panthers                                                       | 18 : 6        | Sydney Roosters                                | Telstra Stadium, Sydney Zuschauer: 81.166 Schiedsrichter: Bill Harrigan |
| 5. Oktober 2003 19:05 | Versuche: Rooney (2), Priddis Erhöhungen: Campbell (2/2) Girdler (1/1) | (6:0) Bericht | Versuche: Hegarty Erhöhungen: Fitzgibbon (1/1) | Telstra Stadium, Sydney Zuschauer: 81.166 Schiedsrichter: Bill Harrigan |

| 1                  | Rhys Wesser      |
| 2                  | Luke Lewis       |
| 3                  | Paul Whatuira    |
| 4                  | Ryan Girdler     |
| 5                  | Luke Rooney      |
| 6                  | Preston Campbell |
| 7                  | Craig Gower      |
| 8                  | Joel Clinton     |
| 9                  | Luke Priddis     |
| 10                 | Martin Lang      |
| 11                 | Joe Galuvao      |
| 12                 | Tony Puletua     |
| 13                 | Scott Sattler    |
| Auswechselspieler: |                  |
| 14                 | Ben Ross         |
| 15                 | Trent Waterhouse |
| 16                 | Shane Rodney     |
| 17                 | Luke Swain       |

| 1                  | Anthony Minichiello |
| 2                  | Todd Byrne          |
| 3                  | Ryan Cross          |
| 4                  | Shannon Hegarty     |
| 5                  | Chris Walker        |
| 6                  | Brad Fittler        |
| 9                  | Craig Wing          |
| 8                  | Jason Cayless       |
| 14                 | Michael Crocker     |
| 10                 | Ned Catic           |
| 11                 | Adrian Morley       |
| 12                 | Craig Fitzgibbon    |
| 13                 | Luke Ricketson      |
| Auswechselspieler: |                     |
| 7                  | Brett Finch         |
| 15                 | Andrew Lomu         |
| 16                 | Chad Robinson       |
| 17                 | Chris Flannery      |